# Boiga gokool
Boiga gokool este o specie de șerpi din genul Boiga, familia Colubridae, descrisă de Gray 1835. Conform Catalogue of Life specia Boiga gokool nu are subspecii cunoscute.